# Horst Schönau
Horst Schönau (2 de abril de 1949) es un deportista de la RDA que compitió en bobsleigh en las modalidades doble y cuádruple.
Participó en dos Juegos Olímpicos de Invierno en los años 1976 y 1980, obteniendo una medalla de bronce en Lake Placid 1980 en la prueba cuádruple. Ganó tres medallas en el Campeonato Mundial de Bobsleigh entre los años 1978 y 1982, y cinco medallas en el Campeonato Europeo de Bobsleigh entre los años 1978 y 1982.

## Palmarés internacional
| Juegos Olímpicos   | Juegos Olímpicos             | Juegos Olímpicos  | Juegos Olímpicos |
| Año                | Lugar                        | Medalla           | Prueba           |
| ------------------ | ---------------------------- | ----------------- | ---------------- |
| 1980               | Lake Placid (Estados Unidos) | Medalla de bronce | Cuádruple        |
| Campeonato Mundial |                              |                   |                  |
| Año                | Lugar                        | Medalla           | Prueba           |
| 1978               | Lake Placid (Estados Unidos) | Medalla de oro    | Cuádruple        |
| 1981               | Cortina d'Ampezzo (Italia)   | Medalla de plata  | Doble            |
| 1982               | Sankt Moritz (RDA)           | Medalla de bronce | Doble            |
| Campeonato Europeo |                              |                   |                  |
| Año                | Lugar                        | Medalla           | Prueba           |
| 1978               | Igls (Austria)               | Medalla de oro    | Doble            |
| 1978               | Igls (Austria)               | Medalla de bronce | Cuádruple        |
| 1979               | Winterberg (RFA)             | Medalla de bronce | Cuádruple        |
| 1981               | Igls (Austria)               | Medalla de plata  | Cuádruple        |
| 1982               | Cortina d'Ampezzo (Italia)   | Medalla de plata  | Doble            |